# 金英夏
金 英夏（キム・ヨンハ、김영하、1968年11月11日 - ）は韓国の小説家。慶尚北道高霊出身。

## 略歴
1995年に登壇した金英夏は、現在まで活発な作品活動を行っている。1990年代の都会的な感性をよく表していると評価されている。小説｢나는 나를 파괴할 권리가 있다｣(私は私を破壊する権利がある)は、他人の自殺を助ける仕事を職業としている人物を主人公にし、幻想文学の領域を新しく開拓している。
小説集『호출(呼び出し)』と『엘리베이터에 낀 그 남자는 어떻게 되었나(エレベーターに挟まれたその男はどうなったのか)』の中の作品は、素材面において造形芸術とパソコンゲーム、カルトムービー、バラバラ殺人、人質事件、同性愛などを大胆に扱っている。特に自我と他者との間の孤立と疎通、極端なナルシズムとその限界などを、現代資本主義や都市文明が生んだ人間の孤独が生み出すさまざまな問題を斬新に描いている。
伝説的なパロディーや推理テクニックを借りた解説者としての話者の設定などは、金英夏小説のもつ関心が話者の存在、ひいては小説とは何かという問いにまで至ることを物語っている。

## 受賞歴
- 1996年、第1回문학동네文学トンネ新人賞
- 1999年、第44回 現代文学賞
- 2004年、第35回 東仁文学賞
- 2004年、第4回 黃順元文学賞
- 2004年、第16回 怡山文学賞
- 2007年、第22回 萬海文学賞
- 2012年、第36回 李箱文学賞

## 邦訳作品
- 『阿娘はなぜ』森本由紀子訳、白帝社、2008年12月
- 『光の帝国』宋美沙訳、二見書房、2008年12月

- 『殺人者の記憶法』吉川凪訳、クオン、新しい韓国の文学、2017年10月

## 主な作品
小説集
- 1997年、『호출』(呼び出し) [2]
- 1999年、『엘리베이터에 낀 그 남자는 어떻게 되었나』(エレベーターに挟まれたその男はどうなったのか)
- 2007年、『오빠가 돌아왔다』(兄貴が戻ってきた)
- 2007年、『퀴즈쇼』(クイズショー)
- 2010年、『무슨 일이 일어났는지는 아무도』(何事が起こったのかは誰も)

長編小説
- 1996年、「나는 나를 파괴할 권리가 있다」(私は私を破壊する権利がる)
- 2001年、「아랑은 왜」(アランはどうして)
- 2003年、「검은꽃」(黒い花)
- 2010年、「빛의 제국」(光の帝国)
- 2012年、「너의 목소리가 들려」(あなたの声が聞こえる)
- 2013年、「살인자의 기억법」(殺人者の記憶法)

散文集
- 2005年、 『포스트잇』(ポストイット)
- 2012年、『랄랄라 하우스』(ラララハウス)